# Mazda RX-8 Hydrogen RE
Der Mazda RX-8 Hydrogen RE ist eine 2003 vorgestellte Version des Sportwagens RX-8, bei dem der Zwei-Scheiben-Wankelmotor einen Betrieb mit Wasserstoff oder Benzin erlaubt.

## Geschichte
Dies ist bereits das fünfte Fahrzeug von Mazda mit wasserstoffbetriebenem Wankelmotor. 1991 bzw. 1993 wurden die Fahrzeuge HR-X und HR-X 2 präsentiert. Ebenfalls 1993 wurde ein MX-5 Bauserie NA mit Wasserstoffmotor vorgestellt, dem 1999 ein Mazda Capella Cargo (Mazda 626) der dritten Generation folgte.
Im Oktober 2003 wurde der Mazda RX-8 Hydrogen RE auf der Tokyo Motor Show vorgestellt. Rund ein Jahr nach der Vorstellung des Prototyps in Tokio erhielt Mazda vom japanischen Verkehrsministerium die Erlaubnis für Straßentests mit dem kombinierten Benzin-Wasserstoffantrieb. Im März 2006 sind die ersten Fahrzeuge an Flottenkunden, mit denen Mazda speziell zusammenarbeitet (Idemitsu und Iwatani), ausgeliefert worden. Weitere Mazda RX-8 Hydrogen RE folgten im Einsatz für japanische Unternehmen und Lokalregierungen (2 Stück für die Stadt Hiroshima) und die Präfektur Yamaguchi auf Leasingbasis. Mazda weitete im Jahr 2008 nach eigenen Angaben seine Aktivitäten mit der Teilnahme am HyNor-Projekt aus und stellte dem norwegischen Wasserstoff-Projekt die ersten Einheiten des weiterentwickelten RX-8 Hydrogen RE zur Verfügung.
Nach einem Facelift in 2009 gibt es keine Informationen über Weiterentwicklung und Produktion. In Deutschland wird der RX-8 Hydrogen nicht (mehr) angeboten. 2010 nahm ein Mazda RX-8 Hydrogen RE am Demonstrationsrennen „Le Mans vers le future“ – „Le Mans blickt in die Zukunft“ teil.

## Technik
Als erstes Fahrzeug kombinierte der Mazda RX-8 Hydrogen RE Wasserstoff- und Benzinverbrennung. Neben der normalen Saugrohreinspritzung für Benzin wurden zwei zusätzliche Wasserstoff-Injektoren für jeden Rotor angebracht: Einer befindet sich direkt im Rotorgehäuse, der zweite am Ansaugkanal des jeweiligen Rotors. Der Motor hat eine Abgasrückführung. Der Wasserstofftank mit 110 l Fassungsvermögen bei 350 bar speichert bis zu 2,4 kg Wasserstoff und ist zusätzlich zum 61 l fassenden Benzintank (wie üblich unter der Rückbank) im Kofferraum eingebaut. Diese ermöglichen eine Reichweite von rund 100 km mit Wasserstoff zuzüglich 550 km mittels Benzin auf insgesamt 650 km.
Wird der Mazda RX-8 Hydrogen RE im Wasserstoffmodus betrieben, hat er eine Reichweite von ca. 100 km. Geht der Wasserstoffvorrat während der Fahrt zur Neige, wechselt das System automatisch auf Benzinbetrieb. Der Fahrer kann während der Fahrt auch manuell von Wasserstoff- auf Benzinbetrieb wechseln. Dazu verfügt der RX-8 Hydrogen RE über einen Schalter in Form des Wankelrotors (während des Wasserstoffbetriebs blau leuchtend). Eine Umschaltung von Benzin- auf Wasserstoffbetrieb ist hingegen nur im Stand möglich.
Der bivalente Renesis-Wankelmotor hat die folgenden Daten:
| Triebwerk                   | 2-Scheiben-Wankelmotor                           | 2-Scheiben-Wankelmotor                           |
| Kammervolumen               | 2 × 654 cm³ (Hubraumäquivalent: 2616 cm³)        | 2 × 654 cm³ (Hubraumäquivalent: 2616 cm³)        |
| Betriebsart                 | Wasserstoff                                      | Benzin                                           |
| Leistung                    | 80 kW (109 PS)                                   | 154 kW (210 PS)                                  |
| maximales Drehmoment        | 140 Nm bei 5.000 min−1                           | 222 Nm bei 5.000 min−1                           |
| Getriebe                    | 5-Gang-Schaltgetriebe / 4-Gang-Automatikgetriebe | 5-Gang-Schaltgetriebe / 4-Gang-Automatikgetriebe |
| Höchstgeschwindigkeit       | 170 km/h (H2-Betrieb)                            | 170 km/h (H2-Betrieb)                            |
| Beschleunigung 0 – 100 km/h | 10 s                                             | 10 s                                             |
| Reichweite                  | 100 km                                           | 550 km                                           |

## Rezeption
Bei einem Fahrtest 2009 bezeichnete die Zeitschrift auto motor und sport die Fahrzeuge als „ingeniöse Fingerübung“ und bemängelte den extrem niedrigen Gesamtwirkungsgrad (→Well-to-Wheel) der Hydrogen-Fahrzeuge. Sie schrieb als Fazit: „Dabei wäre es viel sinnvoller, gleich ein reines E-Auto auf die Räder zu stellen und auf den Umweg über den Wasserstoff-Hybriden zu verzichten.“
Der im April 2009 vorgestellte Mazda5 Hydrogen RE Hybrid (außerhalb Deutschlands auch Mazda Premacy Hydrogen RE Hybrid) kombiniert den Wasserstoff-Kreiskolbenmotor mit einem Elektromotor. Das System wandelt die mit dem Verbrennungsaggregat gewonnene Energie in elektrischen Strom um, der anschließend den Elektromotor und damit das Fahrzeug antreibt. Im Vergleich zum RX-8 Hydrogen RE wurde die Reichweite des Hybrid-Mazda mit einer Wasserstoffladung auf 200 Kilometer verdoppelt, während die maximale Leistung um 40 % auf insgesamt 110 kW/150 PS gesteigert wurde. Sollte kein Wasserstoff zur Verfügung stehen, kann der Fahrer durch das Dual-Fuel-System den Verbrennungsmotor wie beim RX-8 Hydrogen RE jederzeit auf Benzinbetrieb umstellen.